# 매사추세츠 회람 서한

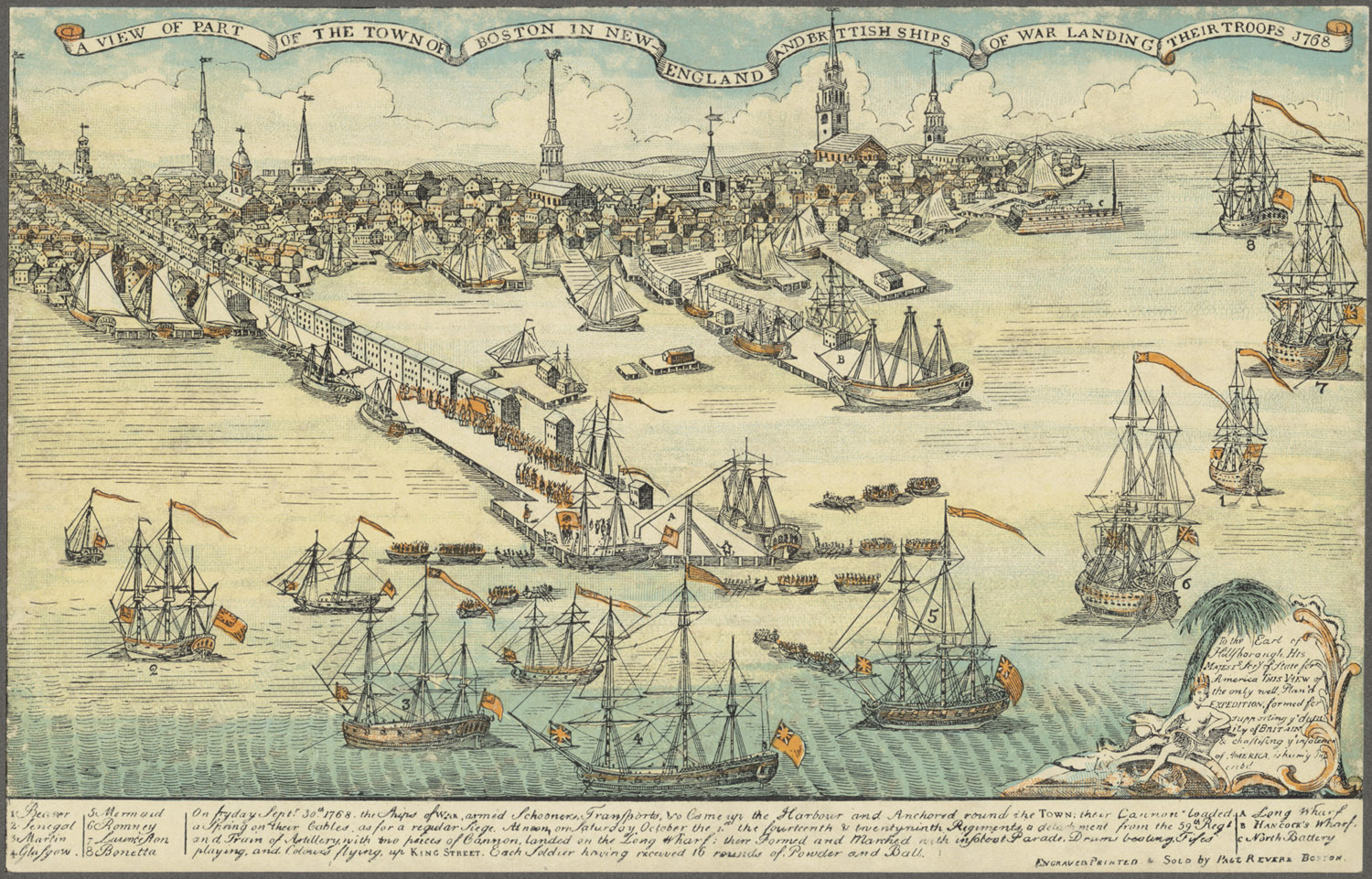
회람 서한으로 촉발된 사건에 대응하여 영국군이 보스턴에 상륙하는 모습을 묘사한 폴 리비어의 판화.

매사추세츠 회람 서한(영어: Massachusetts Circular Letter)은 새뮤얼 애덤스와 제임스 오티스가 작성하여 1768년 2월에 매사추세츠만 직할 식민지의 매사추세츠 대의원에서 타운젠드 법에 대한 대응으로 통과시킨 성명서이다. 서한에 대한 반응은 그레이트브리튼 의회와 매사추세츠 간의 긴장을 고조시켰고 영국 육군에 의한 보스턴의 점령으로 이어져 미국 독립 혁명의 도래에 기여했다.

## 배경
1766년 인지세법이 폐지된 후, 영국 의회는 1767년 타운젠드 법을 또 다른 세수 확보 방법으로 부과했다. 이 법은 유리, 페인트, 종이, 납, 차에 대한 수입 관세를 부과하고 미국 관세청을 설립했다. 이에 대응하여 매사추세츠 총회는 회람 서한을 발행했다. (회람 서한은 회람이라고도 불리며, 널리 배포되거나 "회람"되도록 의도된 서한이다.) 매사추세츠 회람 서한은 다른 식민지의 대표 기관에 보내졌다. 매사추세츠는 뉴저지주, 코네티컷주, 버지니아 대의원으로부터 긍정적인 반응을 받았다.

## 서한
회람 서한에서 새뮤얼 애덤스는 매사추세츠 식민지가 의회에 대표되지 않았기 때문에 타운젠드 법이 합헌이 아니라고 주장했다. 애덤스는 대영 제국의 최고 입법 기관으로서 의회의 지위가 영국의 헌법과 식민지 주민의 자연권을 침해하는 것을 허용하지 않는다고 주장했다. 애덤스는 자신이 의회에 식민지 대표를 옹호하는 것이 아님을 분명히 했다. 13개 식민지는 영국 본토와 "수천 리그의 대양으로 분리되어" 있었기 때문에 의회에 제대로 대표되는 것이 비현실적이라고 생각했다. 대신 애덤스는 식민지들이 이미 대표되어 있는 자체 지방 의회에 의해서만 세금이 부과되던 이전 방식을 지지했다.

## 결과
회람 서한이 통과되어 다른 식민지에 발행된 후, 식민지 국무장관인 힐 경은 매사추세츠 총회에 서한을 철회하라고 명령했다. 총회는 92대 17로 철회하지 않기로 결정했다. 총회의 불복종에 대응하여 프랜시스 버나드 총독은 의회를 해산했다. 이로 인해 불만을 처리할 합법적인 방법이 없어진 식민지 주민들 사이에서 폭력 사태가 발생했다. 그들은 세관 공무원들을 공격하여 그들의 업무 수행을 불가능하게 만들었다. 악화되는 상황에 대응하여 힐 경은 네 개의 영국군 연대를 보스턴으로 보냈다. 1768년 10월에 도착한 병사들은 "발생 일지"라는 익명의 글에 기록된 바와 같이 긴장을 더욱 고조시켰다. 이러한 긴장은 1770년 3월 5일 보스턴 학살로 절정에 달했다.